# 土師天満宮
土師天満宮（はぜてんまんぐう）は京都府福知山市土師町（丹波国天田郡土師郷、のち土師荘、天田郡土師村、雀部村土師）にある神社（天満宮）である。

## 概要・由来
社伝によると、本天満宮は京都の北野天満宮より分室して土師氏神として祭祀したものである。
土師氏の直系子孫である菅原道真がまつられている。

## 交通アクセス
- JR山陰本線・福知山線、京都丹後鉄道宮福線福知山駅から2.7km
- 舞鶴若狭自動車道福知山ICから4.1km